# Паутов, Юрий Александрович
Юрий Александрович Па́утов (род. 18 марта 1995 года, Ярославль) — российский хоккеист, защитник клуба «Куньлунь Ред Стар» из КХЛ.

## Карьера
Воспитанник ярославской хоккейной школы. Карьеру начал в клубе «Локомотив» в 2001 г..
В 2011 году перешёл в «Атлант» Мытищи.
В 2012 году заключил годовой контракт с донецким «Донбассом», в котором набрал 3 очка в 25 играх, стал чемпионом Украины 2012/2013.
В 2013 году заключил договор с командой Молодежной лиги «Молодая гвардия», набрал 12 очков в 44 играх.
В сезоне 2014/2015 подписал контракт с клубом «Сочи», провёл 6 игр в составе клуба «Кубань» из Высшей хоккейной лиги.
В 2014 году в составе молодежной сборной стал участником Subway Super Series, проходившей с 10-20 ноября в Канаде.
В сезоне 2015/16 играл в Высшей лиге в составе «Ариады» и в МХЛ за клуб «Ладья» (Тольятти).
В 2016 году подписал контракт с «Динамо» Санкт-Петербург. В 48 играх набрал 12 (2+10) очков. В сезоне 2017/18 подписал контракт с клубом «Витязь» Подольск.
В сезоне КХЛ сыграл в 33 играх, набрал 2 (0+2) очка. После того, как «Витязь» не попал в плей-офф КХЛ, был отправлен в «Динамо» Санкт-Петербург и стал в их составе обладателем Кубка Петрова. В сезоне 2018/2019 провел 46 игр и набрал 16(2+14) очков. В сезоне 2019/20 в составе «Динамо» в 30 играх набрал 12(3+9) очков и стал серебряным призером Кубка Петрова при этом получив звание мастера спорта России. Вторую часть сезона провел за «Витязь» Подольск сыграв 14 игр и набрав 2(0+2)очка. Сезон 2020/21 провёл в «Витязе», набрав 14(4+10) очков в 51 матче.
В 2021 году в результате обмена перешел в СКА и заключил контракт сроком на 2 года. В ноябре 2021 года был обменян в ХК «Сочи».
В ноябре 2021 года в составе Олимпийской сборной России на кубке Германии был капитаном команды и в 3 матчах набрал 2(1+1) очка.
Перед началом сезона 2022/23 перешел в ХК «Адмирал». В сезоне 2022/23 помог команде показать лучший результат в истории клуба, набрав в плей-офф 2(2+0) очка при показателе полезности +4. В сезоне 2023/24 набрал 7(1+6) очков. В 2024 году подписал контракт с «Куньлунь Ред Стар».
- Чемпион ПХЛ («Донбасс-2»)
- Чемпион Subway Super Series-2014 (молодежная сборная U-20)
- Чемпион Высшей хоккейной лиги 2017/2018.
- Обладатель Кубка Петрова 2018.
- Серебряный призер Высшей хоккейной лиги 2019/2020.
- Мастер спорта России.